# Nowinki (gmina Wojcieszków)
Nowinki – kolonia w Polsce położona w województwie lubelskim, w powiecie łukowskim, w gminie Wojcieszków.
W latach 1975–1998 miejscowość położona była w województwie siedleckim.
Kolonia stanowi sołectwo w gminie Wojcieszków. Według Narodowego Spisu Powszechnego z roku 2011 kolonia liczyła 76 mieszkańców.
Wierni Kościoła rzymskokatolickiego należą do parafii Najświętszego Serca Pana Jezusa w Wojcieszkowie.